# Francesc Arnau

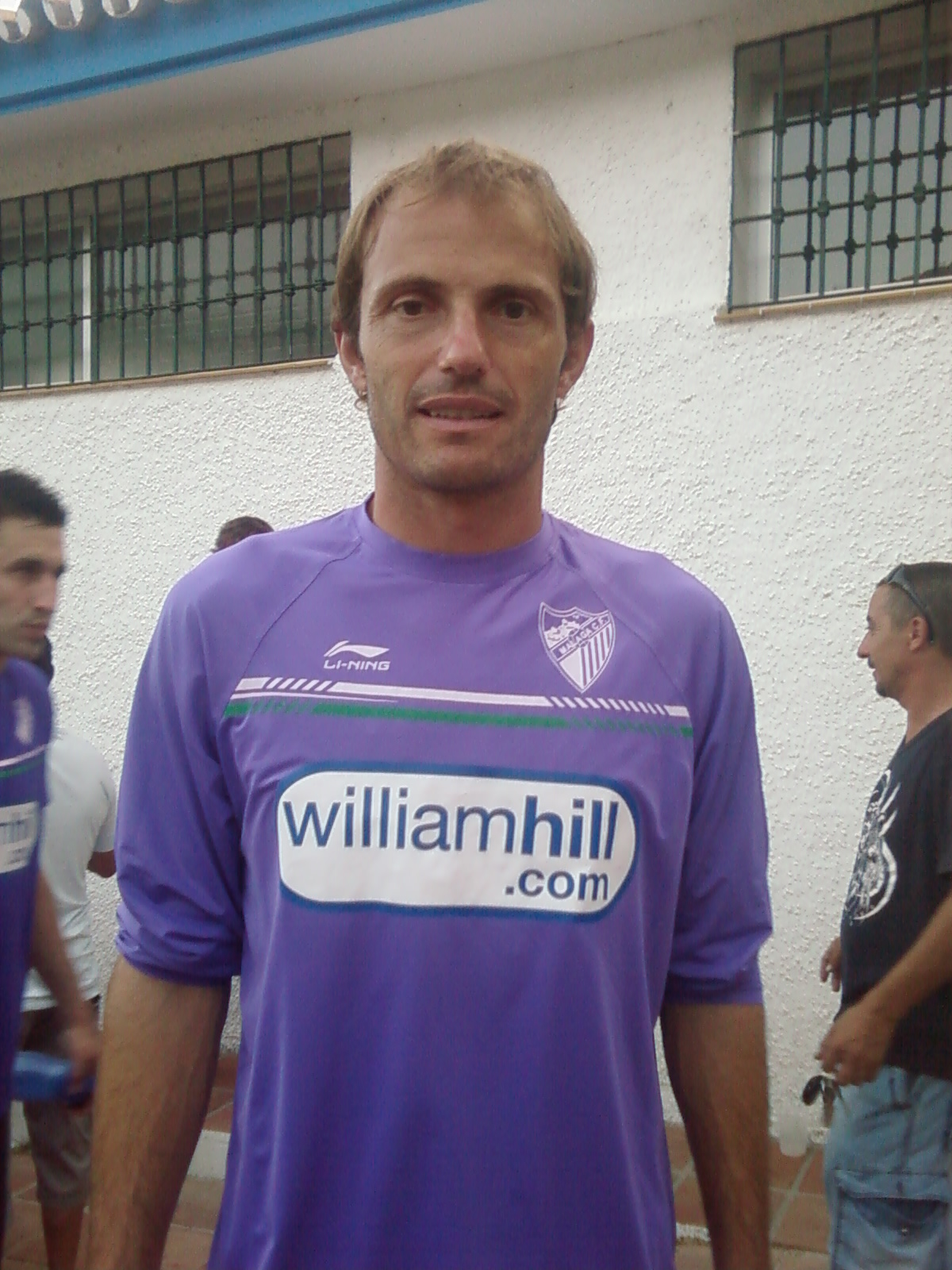

Francesc Arnau Grabulosa (Les Planes, 23 maart 1975 – Oviedo,  22 mei 2021) was een Spaans profvoetballer. Hij speelde sinds 2001 als doelman bij Málaga CF.

## Levensloop
Arnau speelde in de jeugd van FC Barcelona en vanaf het seizoen 1995/1996 was hij eerste doelman van Barça B, het tweede elftal van de club. In het seizoen 1996/1997 maakte hij zijn debuut in de Primera División. Enkele jaren later, in het seizoen 1999/2000, kreeg Arnau van trainer Louis van Gaal een basisplaats, nadat eerste doelman Ruud Hesp een mindere periode kende. In de loop van het seizoen verloor Arnau zijn plaats in het doel van FC Barcelona weer aan Hesp. Het vertrek van Hesp in de zomer van 2000 bracht geen verbetering voor de Catalaan, want ook in het seizoen 2000/2001 was hij tweede keus achter de nieuwe doelman Richard Dutruel. Na de komst van nog een nieuwe doelman in 2001, de Argentijn Roberto Bonano, besloot Arnau FC Barcelona te verlaten. Málaga CF werd in augustus 2001 zijn nieuwe club. Met deze club speelde hij tot 2006 in de Primera División, waarna degradatie naar de Segunda División A volgde.
Hij werkte sinds eind 2019 als technisch directeur bij Real Oviedo.
Arnau overleed plotseling op 46-jarige leeftijd. Op 22 mei 2021 werd Arnau dood aangetroffen op het treinstation La Corredoria in Oviedo. Kort hierna werd bekend gemaakt dat het zelfdoding betrof. 

## Statistieken
| seizoen    | club           | land   | competitie         | wed. | goals |
| ---------- | -------------- | ------ | ------------------ | ---- | ----- |
| 1995/96    | FC Barcelona B | Spanje | Segunda División A | 36   | 0     |
| 1996/97    | FC Barcelona B | Spanje | Segunda División A | 34   | 0     |
| 1996/97    | FC Barcelona   | Spanje | Primera División   | 1    | 0     |
| 1997/98    | FC Barcelona B | Spanje | Segunda División B | 39   | 0     |
| 1998/99    | FC Barcelona   | Spanje | Primera División   | 1    | 0     |
| 1999/00    | FC Barcelona   | Spanje | Primera División   | 16   | 0     |
| 2000/01    | FC Barcelona   | Spanje | Primera División   | 6    | 0     |
| 2001/02    | Málaga CF      | Spanje | Primera División   | 35   | 0     |
| 2002/03    | Málaga CF      | Spanje | Primera División   | 3    | 0     |
| 2003/04    | Málaga CF      | Spanje | Primera División   | 21   | 0     |
| 2004/05    | Málaga CF      | Spanje | Primera División   | 20   | 0     |
| 2005/06    | Málaga CF      | Spanje | Primera División   | 36   | 0     |
| 2006/07    | Málaga CF      | Spanje | Segunda División A | ??   | 0     |
| Bijgewerkt | 11-02-2007     |        |                    |      |       |